# Веселий Роздол (Братська селищна громада)
Веселий Роздо́л — село в Україні, у Братській селищній громаді Вознесенського району Миколаївської області. Населення становить 81 особу.

## Географія
У селі бере початок Балка Кам'яна.

## Населення
Згідно з переписом УРСР 1989 року чисельність наявного населення села становила 100 осіб, з яких 44 чоловіки та 56 жінок.
За переписом населення України 2001 року в селі мешкали 82 особи.

### Мова
Розподіл населення за рідною мовою за даними перепису 2001 року:
| Мова       | Чисельність | Відсоток |
| ---------- | ----------- | -------- |
| українська | 62          | 76,54%   |
| румунська  | 14          | 17,28%   |
| російська  | 5           | 6,18%    |
| Усього     | 81          | 100%     |